# Cryptantha geohintonii
Cryptantha geohintonii är en strävbladig växtart som beskrevs av Billie Lee Turner. Cryptantha geohintonii ingår i släktet Cryptantha, och familjen strävbladiga växter. Inga underarter finns listade i Catalogue of Life.